# Videobewerbung
Mit dem Begriff Videobewerbung ist die Online-Bewerbung auf eine Stelle oder an Schulen oder Hochschulen mittels einer Videobotschaft oder auch die Beifügung eines entsprechenden Datenträgers zu einer schriftlichen Bewerbung gemeint.
Die funktionale Bedeutung von Videos kann dabei sehr unterschiedlich sein. Videos können die Vorsortierung eingehender Bewerbungen ebenso beeinflussen wie die Auswahlreihenfolge für Eignungstests und Vorstellungsgespräche. Stark gewachsen ist die Bedeutung von Videos durch den Mainstream des Web 2.0 und das E-Recruiting. Dieser Artikel konzentriert sich auf berufliche Neueinsteiger bzw. den Wirtschaftsnachwuchs.
Das Medium Video zu Bewerbungszwecken hat sich zuerst in den USA durchgesetzt, ist aber auch bei deutschen Schulen und Hochschulen fast durchgehend bekannt.
Der Begriff Bewerbungsvideo ist jedoch irreführend und sollte durch (Mein) Persönlichkeitsvideo ersetzt werden. Dann ist er sachlich zutreffend und führt direkt zum Verwendungszweck. Der Arbeitgeber erhält einen Mehrwert durch zusätzliche Informationen, die sich über kein anderes Medium als Video objektiv kommunizieren lassen wie Gestik, Mimik, Körpersprache, sinnliche und sprachliche Ausdruckskraft u. v. m. Solche Eindrücke lassen Rückschlüsse auf manche Soft Skills zu. Soft Skills sind heute eine maßgebende Grundvoraussetzung, um einen Job zu bekommen und zu behalten.

## Nutzenerwartung

### Wirtschaft
Die Erwartungshaltung hängt stark von der Betriebsgröße und dem gesuchten Qualifikationsgrad ab. Während kleinere Unternehmen die sog. Integrierte Abruflösung bevorzugen (s. Kapitel 3.4) und mit dem Videogedanken eine vereinfachte Selektion für Vorstellungsgespräche verbinden, legen es große Firmen auf eine mehrstufige Effizienzverbesserung beginnend beim E-Recruiting an.

#### Großunternehmen
Manche Konzerne verfügen über eigene feinmaschige Netzwerke, so dass sie Videos am liebsten aus einem VoD-Speicher (Video-on-Demand) abrufen. VoD ist eine Nebenfunktion Integrierter Systeme. (Kap. 3.4) – rein theoretisch auch von Youtube.
Im Jahr 2009 setzten bereits 70 % aller deutschen Großunternehmen E-Recruitung & E-Assessment ein. Zunehmend erkennbar werden dabei Vorauswahl-Schwächen in der Eignungsdiagnostik. Etwas vereinfacht heißt dies: Die massenhaften Bewerbungen werden zwar kostengünstig erwirkt, deren Unpersönlichkeit in der Bewerbung und unklare Identitäten verfälschen jedoch die Grundquote der Vorauswahl mit dem Resultat der Verkehrung der beabsichtigten Kostenvorteile ins Gegenteil. Dieses Problem existiert europaweit.

### Nutzen für Bewerber
Ein Persönlichkeitsvideo offenbart Teile des ICH als lebendiger Träger von Wissen. Firmen erleben also die Schnittstelle, über die sie nebst allen anderen Mitarbeitern kommunizieren müssen, um das Wissen nutzbar zu machen. Da in der Tat jedes Unternehmen an solchen Frühinformationen zum Bekannt werden mit potenziell neuen Mitarbeitern interessiert ist, kann auch jeder selbstbewusste Bewerber dieses zusätzliche Kontaktangebot positiv für sich nutzen.

## Speicherung und Transport der Videobotschaft

### Variante 1
Beim Stichwort Video kommt schnell der Gedanke an YOUTUBE hoch, weil diese Plattformen namen- und titelbasierte Deeplinks zulassen. Zu dieser Kategorie zählen auch selektive Anbieter (nur Jobbvideos), die aber trivial sind, weil sie keinerlei Profildetails anbieten.
Vielen Konzernen könnte Youtube als Abruflösung ausreichen, wenn dies nicht zum Nachteil der Bewerber ausfallen würde. Es ist keinem Bewerber zuzumuten, sich auf solchen Kanälen kaum widerruflich in intimen Fragen des eigenen Lebensentwurfs öffentlich zu präsentieren.

### Variante 2
Soziale Netzwerke: Diese Alternative bietet zwar profilähnliche Daten zu Bewerbern an, die jedoch nicht per strukturierte Suchmaske gefunden werden können. Außerdem sind sie für Fotos und nicht für Videos ausgelegt. Im Übrigen gehen Soziale Netzwerke naturgemäß noch indiskreter mit persönlichen Daten um als die Variante 1. Soziale Netzwerke spielen im Kontext dieses Artikels keine Rolle, zumal sie für Bewerbungszwecke kostenpflichtig sind.

### Variante 3
Jobbörsen können meist selbst keine Videos zum Abruf anbieten und empfehlen daher bisweilen den Parallelversand auf DVD, wenn Bewerber auf eine Stellenanzeige antworten oder zur Bewerbung aufgefordert wurden. Trotz des hohen Handlingsaufwands auf beiden Seiten ist dieser Weg noch weit verbreitet, wird aber zunehmend durch Integrierte Systeme abgelöst.

### Variante 4
Integrierte Abrufsysteme bieten für Firmen die höchste Komfortstufe:
- Schnell-, Profil- und Detailsuche wie in anspruchsvollen Jobbörsen, also inkl. Zeugnisse, Lebenslauf etc.
- Videos integriert in Suchantworten und Trefferlisten
- angepasst an die komplexen mehrstufigen Vorauswahlzyklen mittlerer und Großunternehmen
- Memory-Funktionen
- automatische Benachrichtigungen bei neuen profilkonformen Bewerbern
- Direktkontakt per Webmail
- sehr niedrige Nutzungsgebühren

Für Bewerber vorteilhaft:
- einfache Handhabung, gleich ob Dokumente oder Videos
- Verzicht auf Bewerbungsmappen und Postgebühren
- uneingeschränkte Kontrolle über die eigenen Daten und hochgeladenen Objekte
- Location Management, d. h. Angabe von Wunschregionen des neuen Arbeitsplatzes per Mausklick
- durchgehend kostenlose Nutzung

Integrierte Abrufsysteme waren bis 2009 fast ausschließlich im angloamerikanischen zu finden, z. B. JSTN = Job Search Television Network in Chicago. Im deutschsprachigen etablieren sie sich derzeit unter dem Begriff Wirtschaftscasting bzw. Wirtschafts-Casting.

### Anforderungen an ein Video
- Bewerber können kostenfrei ein Bewerbungsvideo von 99 Sekunden erstellen und abspeichern. Das individuelle Bewerbungsvideo wird mit einem Persönlichkeitstest (wissenschaftlich basierend) kombiniert. Das Persönlichkeitsprofil ist aussagekräftig und hilfreich im gesamten Bewerbungsprozess
- Gleichzeitig können Unternehmen die Plattform für die Mitarbeitersuche nutzen, indem sie digital, zeit- und ortsunabhängig Bewerber nach bestimmten Kriterien finden und deren Bewerbungsvideo sehen können. Passende Kandidaten können kontaktiert werden.
- Ein integriertes Matching-Programm führt die Wünsche der Bewerber und die Anforderungen der Arbeitgeber zusammen

## Anforderungen an ein Video
Das Persönlichkeitsvideo solle als ca. 3-minütiges Interview aufgemacht sein, wobei ein – zumindest semiprofessioneller – Kameramann die Fragen stellt. Das eigene Drehbuch möge mindestens folgende Stichworte beinhalten:
- Begrüßung
- Vorname, Alter, gegenwärtiger Wohnort
- Bildungsgang
- angestrebte Tätigkeit möglich detailliert
- Begründung der persönlichen Eignung
- Hobbys
- außerfachliche Fähigkeiten
- Wo will ich in 5 Jahren stehen?

Wichtig ist zudem: 1. Eine gute Aussprache und gutes Outfit 2. Gute Bildqualität im 16:9-Format 3. Einen Soundpegel, der für PC-Lautsprecher ohne Aktivboxen ausreichend ist 4. Schneiden des Videos ist kontraproduktiv; der Betrachter sieht keine Originalaufnahme mehr. 5. Absolute Natürlichkeit, z. B. auch „Reden mit den Händen“, wenn es der Gewohnheit entspricht.